# Ratchis
Ratchis[1] (8. století? – po roce 757? klášter Montecassino) byl furlanský vévoda a v letech 744 až 749 král Langobardů.

## Životopis
Ratchis byl syn furlanského vévody Pemmy Furlanského a synovec langobardského krále Liutpranda, který navzdory sporům s Pemmou v roce 737 jmenoval Ratchise nástupcem svého otce na postu furlanského vévody. Ratchisovou manželkou byla Tassie, která byla římského původu. Během své vlády ve Furlansku podnikl výpravu přes východní Alpy do Kraňska, kde bojoval proti Slovanům.
V roce 744 po sesazení Hildepranda byl zvolen králem Langobardů, patrně autonomními langobardskými vévody. Zpočátku Ratchis vládl v míru, zejména se sousedním byzantským ravennským exarchátem. Nicméně, patrně pod tlakem stoupenců konzervativních stran v roce 749 napadl vévodství Pentapolis a oblehl Perugii. Papež Zachariáš ho přesvědčil, aby obléhání zrušil, což snížilo jeho prestiž mezi vévody, kteří ho během milánského sněmu z trůnu sesadili. Jeho nástupcem se stal jeho bratr Aistulf. Ratchis se proti rozhodnutí sněmu zpočátku vzbouřil, ale brzy byl nucen odejít do Říma. Později i s rodinou vstoupil do kláštera Montecassino.
Po smrti Aistulfa v roce 756 se Ratchis znovu snažil získat langobardský trůn. S podporou několika langobardských šlechticů se mu podařilo získat kontrolu nad královským palácem v Pavii, ale byl poražen Desideriem, vévodou z Toskánska, který měl podporu papeže Štěpána II. a franského krále Pepina Krátkého. Na závěr svého života se s rodinou vrátil do kláštera Montecassino.

## Historické citáty
| „                        | V roce 757 se znovu se svou rodinou vrátil do kláštera blahoslaveného Benedikta na Montecassinu, kde později zemřel. Jeho žena Tassia s dcerou Rattrudou na své náklady postavily klášter pro dívky v Plumbariole. | “ |
| — Continuatio Casinensis | |   |

| „                                      | Ratchis, král Langobardů, poté co byl sesazen z trůnu, stál na prahu kláštera blahoslaveného Benedikta s manželkou Tassiou a dcerou Rottrudou, oba oděni v mnišském rouchu. Oba skončili svůj život zde v Casinu, v Blombarolii. | “ |
| — Chronica Sancti Benedicti Casinensis | |   |

.
| „                                | Brzy poté, co Ratchis přišel do kláštera blahoslaveného Benedikta, byla jím dostatečně blízko kláštera založena vinice, která byla pod pravidelným dohledem. Plody vinice představení kláštera nazývají „réva z Ratcisi“. | “ |
| — Chronica Monasterii Casinensis | |   |